# A.C. Milan w roku 1908

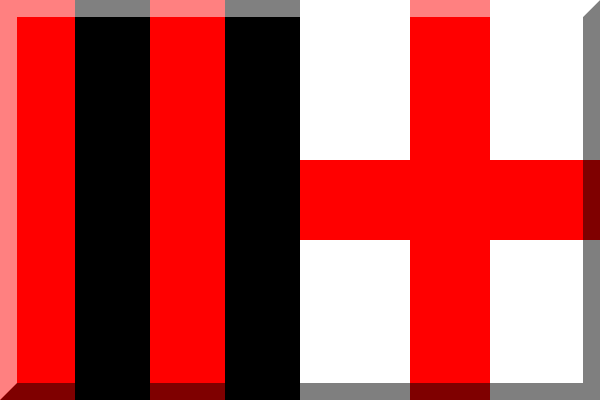
Klubowe barwy Milanu

Wyniki spotkań, terminarz i skład piłkarskiego zespołu A.C. Milan w roku 1908.

## Osiągnięcia
Brak startów w oficjalnych rozgrywkach, Milan został wykluczony z mistrzostw Włoch za posiadanie w składzie obcokrajowców.

## Podstawowe dane
- Oficjalna nazwa klubu: Milan Cricket and Foot-Ball Club
- Siedziba klubu: Fiaschetteria Toscana, Via Berchet 1
- Boisko: Campo Milan di Porta Monforte; Arena Civica
- Prezes klubu:  Alfred Ormonde Edwards
- Trener zespołu:  Giovanni Giannino Camperio II
- Kapitan drużyny:  Herbert Kilpin;  Carlo Alfred Hopf I;  Gerolamo Radice